# Francesca Neri
Francesca Neri (Trento, 10 de fevereiro de 1964) é uma atriz italiana. 
Estreou em 1987 no filme "Il grande Blek". Tornou-se conhecida ao protagonizar o filme Las edades de de Lulú, de Bigas Luna, em 1990. Em 1997, participou de Carne trémula, de Pedro Almodóvar, pelo qual recebeu o prêmio Nastro d'Argento.

## Filmografia parcial
- Capitão América  -1990
- As Idades de Lulu -1990
- Carne Trémula - 1997
- Hannibal  - 2001
- Efeito Colateral  - 2002